# Campeonato Argentino Juvenil 1989
El Campeonato Argentino Juvenil de 1989 fue la décimo-octava edición del torneo para seleccionados juveniles de las uniones regionales afiliadas a la Unión Argentina de Rugby. Se llevó a cabo entre el 15 de julio y el 10 de septiembre de 1989.
Por primera vez, la Unión Jujeña de Rugby fue designada como sede de las fases finales del torneo, con los encuentros disputándose en el Estadio 23 de Agosto del Club de Gimnasia y Esgrima de Jujuy.
El seleccionado de Buenos Aires logró su décimo-quinto título y el segundo de forma consecutiva al imponerse en la final a la Unión de Rugby de Tucumán 27-18.

## Equipos participantes
Participaron de esta edición veintiún equipos: veinte uniones provinciales y la Unión Argentina de Rugby, representada por el seleccionado de Buenos Aires.  
| Equipo              | Unión                                                     |
| ------------------- | --------------------------------------------------------- |
| Alto Valle          | Unión de Rugby del Alto Valle de Río Negro y Neuquén      |
| Austral             | Unión de Rugby Austral                                    |
| Buenos Aires        | Unión Argentina de Rugby                                  |
| Centro              | Unión de Rugby del Centro de la Provincia de Buenos Aires |
| Chubut              | Unión de Rugby del Valle del Chubut                       |
| Córdoba             | Unión Cordobesa de Rugby                                  |
| Cuyo                | Unión de Rugby de Cuyo                                    |
| Entre Ríos          | Unión Entrerriana de Rugby                                |
| Jujuy               | Unión Jujeña de Rugby                                     |
| Mar del Plata       | Unión de Rugby de Mar del Plata                           |
| Misiones            | Unión de Rugby de Misiones                                |
| Nordeste            | Unión de Rugby del Nordeste                               |
| Oeste               | Unión de Rugby del Oeste de Buenos Aires                  |
| Río Paraná          | Unión de Rugby del Río Paraná                             |
| Rosario             | Unión de Rugby de Rosario                                 |
| Salta               | Unión de Rugby de Salta                                   |
| San Juan            | Unión Sanjuanina de Rugby                                 |
| Santa Fe            | Unión Santafesina de Rugby                                |
| Santiago del Estero | Unión Santiagueña de Rugby                                |
| Sur                 | Unión de Rugby del Sur                                    |
| Tucumán             | Unión de Rugby de Tucumán                                 |

## Primera fase

### Zona 1
La Unión de Rugby de Salta actuó como sede de la Zona 1.
|  | Semifinales         | Semifinales         | Semifinales |         |          | Final               | Final               | Final        |  |
|  | 15 de julio         | 15 de julio         | 15 de julio |         |          | 16 de julio         | 16 de julio         | 16 de julio  |  |
|  |                     |                     |             |         |          |                     |                     |              |  |
|  |                     |                     |             |         |          |                     |                     |              |  |
|  | Salta               | Salta               | 3           |         |          |                     |                     |              |  |
|  | Salta               | Salta               | 3           |         |          |                     |                     |              |  |
|  | Santa Fe            | Santa Fe            | 15          |         |          |                     |                     |              |  |
|  | Santa Fe            | Santa Fe            | 15          |         | Santa Fe | Santa Fe            | 0                   |              |  |
|  |                     |                     |             |         | Santa Fe | Santa Fe            | 0                   |              |  |
|  |                     |                     | Tucumán     | Tucumán | 48       |                     |                     |              |  |
|  | Tucumán             | Tucumán             | Tucumán     | Tucumán | 48       | 38                  |                     |              |  |
|  | Tucumán             | Tucumán             |             |         |          | 38                  |                     |              |  |
|  | Santiago del Estero | Santiago del Estero | 14          |         |          | Tercer lugar        | Tercer lugar        | Tercer lugar |  |
|  | Santiago del Estero | Santiago del Estero | 14          |         |          | Tercer lugar        | Tercer lugar        | Tercer lugar |  |
|  |                     |                     |             |         |          |                     |                     |              |  |
|  |                     |                     |             |         |          | Salta               | Salta               | 20           |  |
|  |                     |                     |             |         |          | Salta               | Salta               | 20           |  |
|  |                     |                     |             |         |          | Santiago del Estero | Santiago del Estero | 12           |  |
|  |                     |                     |             |         |          | Santiago del Estero | Santiago del Estero | 12           |  |
|  |                     |                     |             |         |          |                     |                     |              |  |

### Zona 2
La Unión de Rugby de Cuyo actuó como sede de la Zona 2.
|  | Semifinales  | Semifinales  | Semifinales  |              |      | Final        | Final        | Final        |  |
|  | 15 de julio  | 15 de julio  | 15 de julio  |              |      | 16 de julio  | 16 de julio  | 16 de julio  |  |
|  |              |              |              |              |      |              |              |              |  |
|  |              |              |              |              |      |              |              |              |  |
|  | Cuyo         | Cuyo         | 32           |              |      |              |              |              |  |
|  | Cuyo         | Cuyo         | 32           |              |      |              |              |              |  |
|  | San Juan     | San Juan     | 24           |              |      |              |              |              |  |
|  | San Juan     | San Juan     | 24           |              | Cuyo | Cuyo         | 15           |              |  |
|  |              |              |              |              | Cuyo | Cuyo         | 15           |              |  |
|  |              |              | Buenos Aires | Buenos Aires | 34   |              |              |              |  |
|  | Buenos Aires | Buenos Aires | Buenos Aires | Buenos Aires | 34   | 124          |              |              |  |
|  | Buenos Aires | Buenos Aires |              |              |      | 124          |              |              |  |
|  | Río Paraná   | Río Paraná   | 0            |              |      | Tercer lugar | Tercer lugar | Tercer lugar |  |
|  | Río Paraná   | Río Paraná   | 0            |              |      | Tercer lugar | Tercer lugar | Tercer lugar |  |
|  |              |              |              |              |      |              |              |              |  |
|  |              |              |              |              |      | San Juan     | San Juan     | 60           |  |
|  |              |              |              |              |      | San Juan     | San Juan     | 60           |  |
|  |              |              |              |              |      | Río Paraná   | Río Paraná   | 6            |  |
|  |              |              |              |              |      | Río Paraná   | Río Paraná   | 6            |  |
|  |              |              |              |              |      |              |              |              |  |

### Zona 3
La Unión de Rugby del Sur actuó como sede de la Zona 3.
|  | Semifinales   | Semifinales   | Semifinales |         |               | Final         | Final       | Final       |  |
|  | 5 de agosto   | 5 de agosto   | 5 de agosto |         |               | 6 de agosto   | 6 de agosto | 6 de agosto |  |
|  |               |               |             |         |               |               |             |             |  |
|  |               |               |             |         |               |               |             |             |  |
|  | Sur           | Sur           | 3           |         |               |               |             |             |  |
|  | Sur           | Sur           | 3           |         |               |               |             |             |  |
|  | Mar del Plata | Mar del Plata | 9           |         |               |               |             |             |  |
|  | Mar del Plata | Mar del Plata | 9           |         | Mar del Plata | Mar del Plata | 18          |             |  |
|  |               |               |             |         | Mar del Plata | Mar del Plata | 18          |             |  |
|  |               |               | Córdoba     | Córdoba | 47            |               |             |             |  |
|  | Córdoba       | Córdoba       | Córdoba     | Córdoba | 47            | G.P.          |             |             |  |
|  | Córdoba       | Córdoba       |             |         |               | G.P.          |             |             |  |
|  | Oeste         | Oeste         | P.P.        |         |               |               |             |             |  |
|  | Oeste         | Oeste         | P.P.        |         |               |               |             |             |  |
|  |               |               |             |         |               |               |             |             |  |

### Zona 4
La Unión de Rugby de Rosario actuó como sede de la Zona 4.
|  | Semifinales | Semifinales | Semifinales |            |         | Final        | Final        | Final        |  |
|  | 5 de agosto | 5 de agosto | 5 de agosto |            |         | 6 de agosto  | 6 de agosto  | 6 de agosto  |  |
|  |             |             |             |            |         |              |              |              |  |
|  |             |             |             |            |         |              |              |              |  |
|  | Rosario     | Rosario     | 37          |            |         |              |              |              |  |
|  | Rosario     | Rosario     | 37          |            |         |              |              |              |  |
|  | Nordeste    | Nordeste    | 14          |            |         |              |              |              |  |
|  | Nordeste    | Nordeste    | 14          |            | Rosario | Rosario      | 59           |              |  |
|  |             |             |             |            | Rosario | Rosario      | 59           |              |  |
|  |             |             | Entre Ríos  | Entre Ríos | 17      |              |              |              |  |
|  | Entre Ríos  | Entre Ríos  | Entre Ríos  | Entre Ríos | 17      | 85           |              |              |  |
|  | Entre Ríos  | Entre Ríos  |             |            |         | 85           |              |              |  |
|  | Misiones    | Misiones    | 3           |            |         | Tercer lugar | Tercer lugar | Tercer lugar |  |
|  | Misiones    | Misiones    | 3           |            |         | Tercer lugar | Tercer lugar | Tercer lugar |  |
|  |             |             |             |            |         |              |              |              |  |
|  |             |             |             |            |         | Nordeste     | Nordeste     | 54           |  |
|  |             |             |             |            |         | Nordeste     | Nordeste     | 54           |  |
|  |             |             |             |            |         | Misiones     | Misiones     | 9            |  |
|  |             |             |             |            |         | Misiones     | Misiones     | 9            |  |
|  |             |             |             |            |         |              |              |              |  |

### Zona 5
La Unión de Rugby Austral actuó como sede de la Zona 5.
|  | Semifinales  | Semifinales  | Semifinales  |            |         | Final        | Final        | Final        |  |
|  | 19 de agosto | 19 de agosto | 19 de agosto |            |         | 20 de agosto | 20 de agosto | 20 de agosto |  |
|  |              |              |              |            |         |              |              |              |  |
|  |              |              |              |            |         |              |              |              |  |
|  | Austral      | Austral      | 25           |            |         |              |              |              |  |
|  | Austral      | Austral      | 25           |            |         |              |              |              |  |
|  | Chubut       | Chubut       | 6            |            |         |              |              |              |  |
|  | Chubut       | Chubut       | 6            |            | Austral | Austral      | 3            |              |  |
|  |              |              |              |            | Austral | Austral      | 3            |              |  |
|  |              |              | Alto Valle   | Alto Valle | 20      |              |              |              |  |
|  | Alto Valle   | Alto Valle   | Alto Valle   | Alto Valle | 20      | 19           |              |              |  |
|  | Alto Valle   | Alto Valle   |              |            |         | 19           |              |              |  |
|  | Centro       | Centro       | 6            |            |         | Tercer lugar | Tercer lugar | Tercer lugar |  |
|  | Centro       | Centro       | 6            |            |         | Tercer lugar | Tercer lugar | Tercer lugar |  |
|  |              |              |              |            |         |              |              |              |  |
|  |              |              |              |            |         | Chubut       | Chubut       | 16           |  |
|  |              |              |              |            |         | Chubut       | Chubut       | 16           |  |
|  |              |              |              |            |         | Centro       | Centro       | 20           |  |
|  |              |              |              |            |         | Centro       | Centro       | 20           |  |
|  |              |              |              |            |         |              |              |              |  |

## Cuartos de final
Los encuentro interzonales clasificatorios para las semifinales del torneo enfrentaron a los ganadores las zonas 1 y 3 (la Unión de Rugby de Tucumán y la Unión Cordobesa de Rugby) y las zonas 2 y 5 (Buenos Aires y la Unión de Rugby del Alto Valle de Río Negro y Neuquén).
| 20 de agosto | Córdoba | 18 - 25 | Tucumán | Córdoba, |  |

| 3 de septiembre | Buenos Aires | 55 - 4 | Alto Valle |  |  |

## Fase final
La Unión Jujeña de Rugby clasificó directamente a semifinales por ser sede de las fases finales. Los encuentros se disputaron en el Estadio 23 de Agosto.
|  | Semifinales     | Semifinales     | Semifinales     |         |              | Final            | Final            | Final            |  |
|  | 9 de septiembre | 9 de septiembre | 9 de septiembre |         |              | 10 de septiembre | 10 de septiembre | 10 de septiembre |  |
|  |                 |                 |                 |         |              |                  |                  |                  |  |
|  |                 |                 |                 |         |              |                  |                  |                  |  |
|  | Jujuy           | Jujuy           | 7               |         |              |                  |                  |                  |  |
|  | Jujuy           | Jujuy           | 7               |         |              |                  |                  |                  |  |
|  | Buenos Aires    | Buenos Aires    | 107             |         |              |                  |                  |                  |  |
|  | Buenos Aires    | Buenos Aires    | 107             |         | Buenos Aires | Buenos Aires     | 27               |                  |  |
|  |                 |                 |                 |         | Buenos Aires | Buenos Aires     | 27               |                  |  |
|  |                 |                 | Tucumán         | Tucumán | 18           |                  |                  |                  |  |
|  | Tucumán         | Tucumán         | Tucumán         | Tucumán | 18           | 30               |                  |                  |  |
|  | Tucumán         | Tucumán         |                 |         |              | 30               |                  |                  |  |
|  | Rosario         | Rosario         | 28              |         |              | Tercer lugar     | Tercer lugar     | Tercer lugar     |  |
|  | Rosario         | Rosario         | 28              |         |              | Tercer lugar     | Tercer lugar     | Tercer lugar     |  |
|  |                 |                 |                 |         |              |                  |                  |                  |  |
|  |                 |                 |                 |         |              | Jujuy            | Jujuy            | 3                |  |
|  |                 |                 |                 |         |              | Jujuy            | Jujuy            | 3                |  |
|  |                 |                 |                 |         |              | Rosario          | Rosario          | 105              |  |
|  |                 |                 |                 |         |              | Rosario          | Rosario          | 105              |  |
|  |                 |                 |                 |         |              |                  |                  |                  |  |

### Final
| 10 de septiembre | Buenos Aires | 27 - 18 | Tucumán | Estadio 23 de Agosto, San Salvador de Jujuy |                                        |
|                  |              | Reporte |         | Árbitro(s): Ricardo Bordcoch (Córdoba)      | Árbitro(s): Ricardo Bordcoch (Córdoba) |

|                      |
| Buenos Aires Campeón |
| Décimo-quinto título |